# Litophyton lighti
Litophyton lighti är en korallart som beskrevs av Hilario Atanacio Roxas 1933. Litophyton lighti ingår i släktet Litophyton och familjen Nephtheidae. Inga underarter finns listade i Catalogue of Life.